# Glyptolenus
Glyptolenus is een geslacht van kevers uit de familie van de loopkevers (Carabidae). De wetenschappelijke naam van het geslacht is voor het eerst geldig gepubliceerd in 1878 door Bates.

## Soorten
Het geslacht Glyptolenus omvat de volgende soorten:
- Glyptolenus aereipennis (Chaudoir, 1850)
- Glyptolenus affinis (Chaudoir, 1879)
- Glyptolenus apicestriatus (Reiche, 1843)
- Glyptolenus ater (Chaudoir, 1859)
- Glyptolenus brevitarsis (Chaudoir, 1879)
- Glyptolenus chalybeus Dejean, 1831
- Glyptolenus convexiusculus (Chaudoir, 1879)
- Glyptolenus estebanensis Perrault, 1992
- Glyptolenus janthinus (Dejean, 1831)
- Glyptolenus latelytra (Darlington, 1935)
- Glyptolenus latitarsis Bates, 1884
- Glyptolenus mirabilis (Straneo, 1991)
- Glyptolenus negrei Perrault, 1991
- Glyptolenus nigrita (Chaudoir, 1879)
- Glyptolenus nitidipennis (Chaudoir, 1850)
- Glyptolenus rivalis (Chaudoir, 1879)
- Glyptolenus ruficollis (Chaudoir, 1879)
- Glyptolenus rugicollis Bates, 1878
- Glyptolenus simplicicollis Darlington, 1934
- Glyptolenus smithi Liebherr, 1997
- Glyptolenus spinosus (Reiche, 1843)
- Glyptolenus straneoi Will & Liebherr, 2002
- Glyptolenus transformatus Bates, 1882